# Nicole Studer
Pour les articles homonymes, voir Studer.
Nicole Studer est une joueuse suisse de football, née le 2 février 1996, évoluant au poste de gardienne avec l'AA Gand Ladies.

## Palmarès
- Championne de Suisse en 2013, 2014, 2015 et 2016 avec le FC Zurich
- Vainqueur de la Coupe de Suisse en 2013, 2015 avec le FC Zurich
- Finaliste de la Coupe de Suisse en 2017 avec le FC Zurich

## Statistiques

### Ligue des champions
- De 2013 à 2016 : 13 matchs avec le FC Zurich